# Ctenoplectra bequaerti
Ctenoplectra bequaerti là một loài Hymenoptera trong họ Apidae. Loài này được Cockerell mô tả khoa học năm 1930.
Loài này phân bố ở Zimbabwe.